# Jomo (cràter)
El cràter Jomo és una petita depressió situada a la cara visible de la Lluna, a l'extrem sud de la Rima Hadley. Al nord del cràter es troben tres formacions similars més: Carlos, Béla i Taizo.

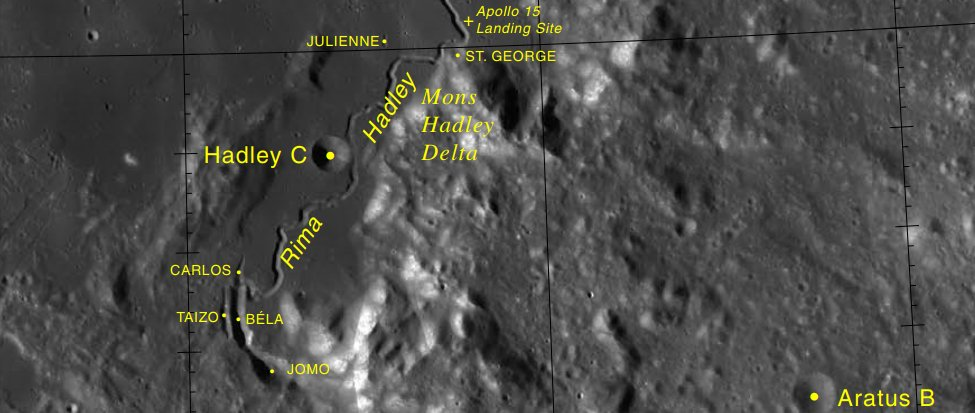
Localització de Jomo (inferior esquerra de la imatge)
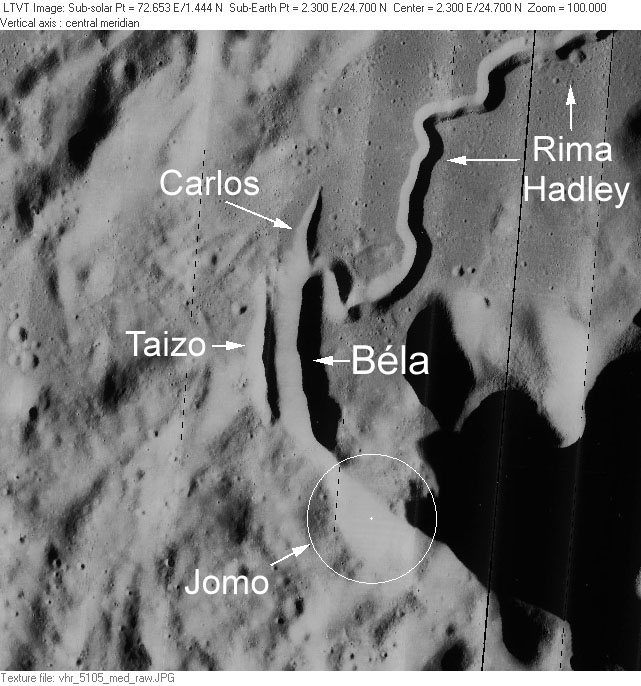
Rodalies de Jomo

Té una forma elongada, condicionada per les esquerdes presents a la zona. La seva naturalesa no és completament clara. És possible que el cràter Jomo, juntament amb els veïns enumerats anteriorment, sigui només un segment corb d'una estructura circular més gran.

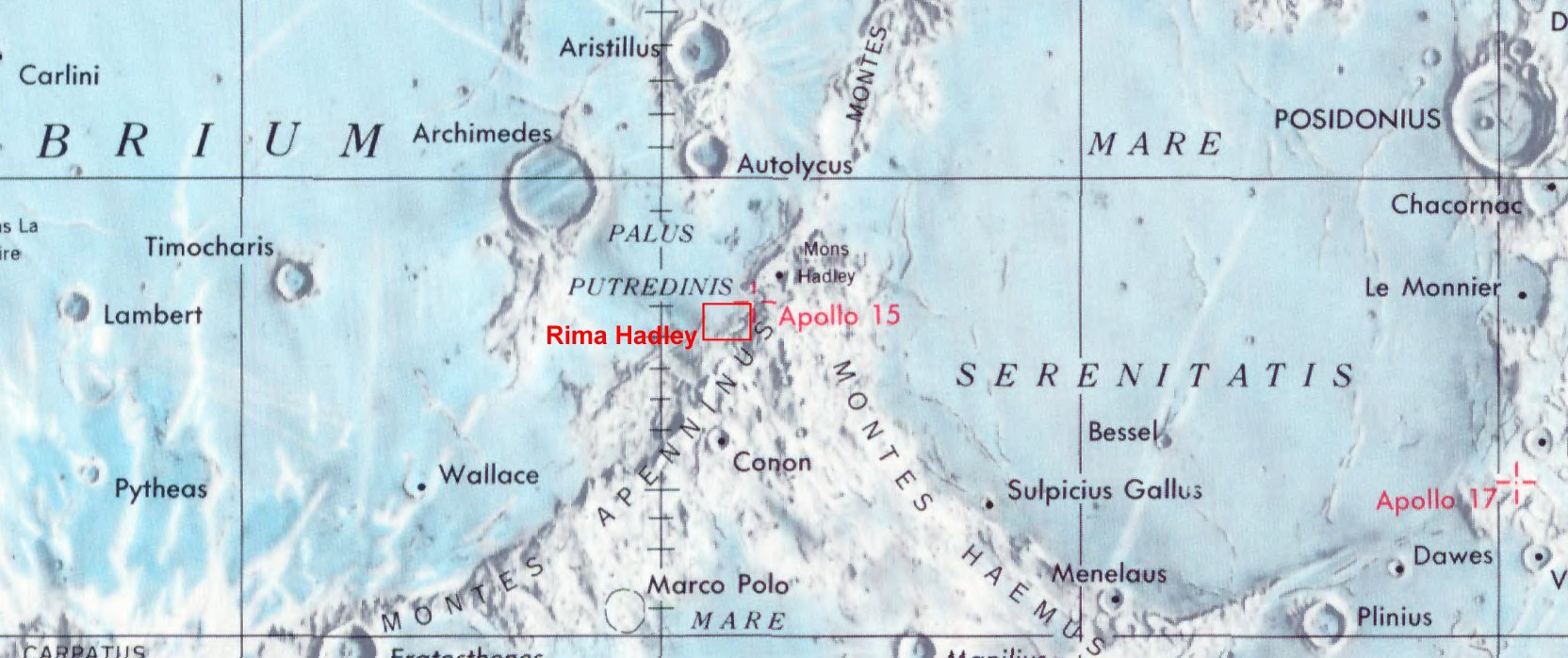
Localització de la Rima Hadley
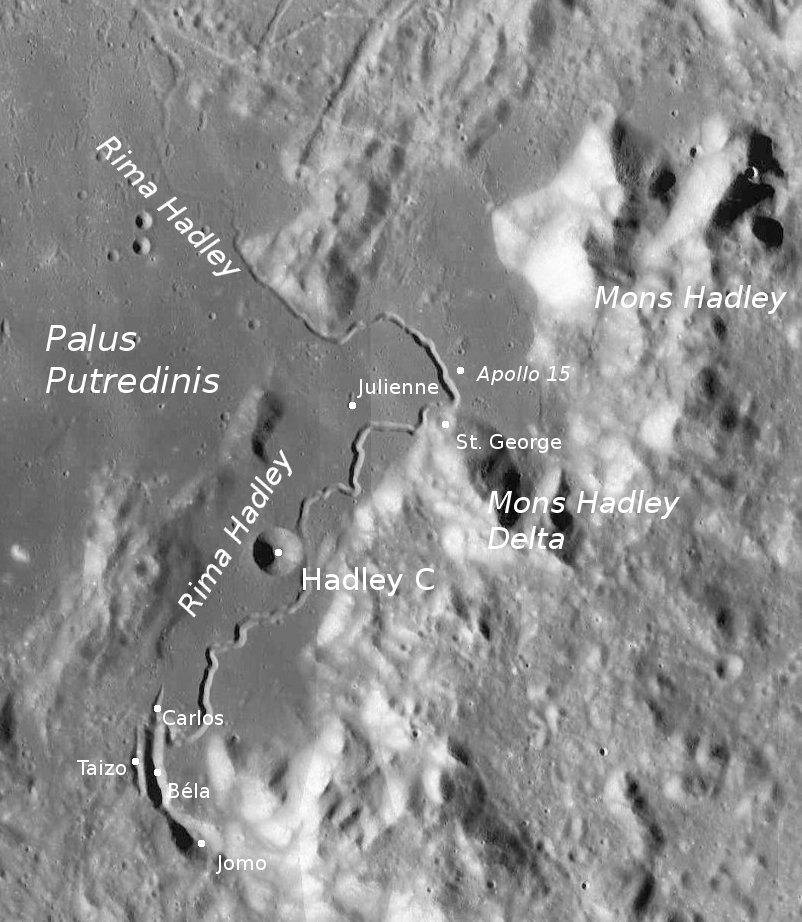
Rodalies de Jomo (imatge de la missió LRO)

Quatre dels cràters propers a la Rima Hadley posseeixen noms oficials, que procedeixen d'anotacions originals no oficials utilitzades al full 41B4/S3 de la sèrie de mapes Lunar Topophotomap de la NASA. La designació va ser adoptada per la UAI el 1976